# Comté de Chesterfield (Virginie)
Pour les articles homonymes, voir Comté de Chesterfield.
Le comté de Chesterfield est un comté de Virginie, aux États-Unis.
Le comté est situé au sud de la capitale de l'État de Richmond. Ses frontières sont délimités par la James River au nord, et l'Appomattox River au Sud. Le siège du comté est Chesterfield Court House.
Selon le recensement de 2010 la population était de 316 236 habitants, troisième comté le plus peuplé de Virginie (derrière les comtés de Fairfax et de Prince William. En juillet 2014, la population était estimée à 330 043 pour une superficie de 1 132 km2. Le comté fait partie de la métropole du Grand Richmond.

## Fondation et annexions
Le comté a été fondé en 1749 par distraction du comté de Henrico et a été nommé en l'honneur de Philip Stanhope, 4e comte de Chesterfield
Après la guerre de Sécession, intervient une phase de reconstruction pendant laquelle le siège du comté fut déplacé dans la ville de Manchester de 1870 à 1876. Entretemps Manchester obtint le statut de ville indépendante, puis fini par fusionner avec la ville de Richmond en 1910, sous le nom de South Richmond. Au cours du XXe la ville de Richmond a de nouveau annexé quelques portions du comté. Mais l'opération principale eut lieu dans les années 1960. Le projet visait un territoire de 132 km2 appartenant au comté de Chesterfield. Après des années de débat le maire de Richmond Phil J. Bagley et le président du Conseil de surveillance du comté Irvin G. Horner se mirent d'accord en 1969 sur un compromis (compromis Horner-Bagley) trAnsférant à la ville 60 km2. De nombreux habitants du comté étaient opposés à cette annexion et de leur côté la population noire de Richmond protestait contre un effet de dilution du vote noir. En effet la population noire de Richmond représentait 52 pour cent de la population avant l'annexion. Celle-ci rajoutait à la ville 47 262 nouveaux habitants dont seulement 1 557 noirs réduisant ainsi la part de la population noire de Richmond à 42 pour cent. Après sept ans de procédure, la Cour fédérale valida la fusion, mais imposa un découpage électoral en quartier visant équilibrer la représentation des deux populations.

Cette controverse amena l'Assemblée générale de Virginie à voter en 1987 un moratoire sur les projets d'annexions des villes indépendantes au détriment des comtés. Le moratoire a pris fin en 2010, mais le comté de Chesterfield reste à l'abri des tentatives d'annexion de la part de Richmond. Il n'en est pas de même pour les autres villes indépendantes avec lesquelles le comté partage une frontière. C'est le cas de Colonial Heights, Hopewell et Pétersbourg.

## Géolocalisation
| Comté de Powhatan | ville de Richmond     | Comté de Henrico                                                          |
|                   | Comté de Chesterfield | Comté de Charles City                                                     |
| Comté d'Amelia    | Comté de Dinwiddie    | Comté de Prince George Villes de Hopewell, Colonial Heights et Petersburg |

### Source
- (en) Cet article est partiellement ou en totalité issu de l’article de Wikipédia en anglais intitulé « Chesterfield County, Virginia » (voir la liste des auteurs).